# كهوف سونورا
كهوف سونورا (بالإنجليزية: Caverns of Sonora)‏؛ هي مجموعة من الكهوف التي تقع في مقاطعة سوتون في الولايات المتحدة.

## السياحة
تعد «كهوف سونورا» إحدى مواقع الجذب السياحي في مقاطعة سوتون في ولاية تكساس الأمريكية.